# Saint-Crépin-aux-Bois
Saint-Crépin-aux-Bois là một xã ở tỉnh Oise Hauts-de-France phía bắc Pháp. Xã Saint-Crépin-aux-Bois nằm ở khu vực có độ cao trung bình 130 mét trên mực nước biển.